# Saison 2012-2013 de l'ECHL
Saison précédente Saison suivante
La saison 2012-2013 est la vingt-cinquième saison de l'ECHL. La saison régulière se déroule du 12 octobre 2012 au 30 mars 2013 et est suivie par les séries éliminatoires de la Coupe Kelly.

## Saison régulière

### Classements
Les huit premières équipes de chaque association sont qualifiées pour les séries éliminatoires.
| Clt   | Équipe                          | Division   | PJ | V  | D  | DP | DF | BP  | BC  | Pts |
| ----- | ------------------------------- | ---------- | -- | -- | -- | -- | -- | --- | --- | --- |
| +001, | Royals de Reading               | Atlantique | 72 | 46 | 19 | 3  | 4  | 246 | 185 | 99  |
| +002, | Cyclones de Cincinnati          | Nord       | 72 | 42 | 22 | 5  | 3  | 227 | 195 | 92  |
| +003, | Gladiators de Gwinnett          | Sud        | 72 | 43 | 26 | 2  | 1  | 211 | 191 | 89  |
| +004, | Everblades de la Floride        | Sud        | 72 | 39 | 22 | 4  | 7  | 260 | 241 | 89  |
| +005, | Jackals d'Elmira                | Atlantique | 72 | 40 | 25 | 3  | 4  | 247 | 220 | 87  |
| +006, | Stingrays de la Caroline du Sud | Sud        | 72 | 38 | 26 | 5  | 3  | 198 | 171 | 84  |
| +007, | Walleye de Toledo               | Nord       | 72 | 37 | 26 | 5  | 4  | 224 | 195 | 83  |
| +008, | Road Warriors de Greenville     | Sud        | 72 | 36 | 28 | 2  | 6  | 226 | 219 | 80  |
| +009, | Wings de Kalamazoo              | Nord       | 72 | 34 | 30 | 4  | 4  | 205 | 215 | 76  |
| +010, | Nailers de Wheeling             | Atlantique | 72 | 31 | 29 | 3  | 9  | 193 | 225 | 74  |
| +011, | Titans de Trenton               | Atlantique | 72 | 32 | 32 | 4  | 4  | 226 | 247 | 72  |
| +012, | Komets de Fort Wayne            | Nord       | 72 | 33 | 35 | 1  | 3  | 205 | 246 | 70  |
| +013, | Solar Bears d'Orlando           | Sud        | 72 | 28 | 37 | 3  | 4  | 197 | 253 | 63  |
| +014, | IceMen d'Evansville             | Nord       | 72 | 25 | 40 | 3  | 4  | 207 | 272 | 57  |

| Clt   | Équipe                 | Division  | PJ | V  | D  | DP | DF | BP  | BC  | Pts |
| ----- | ---------------------- | --------- | -- | -- | -- | -- | -- | --- | --- | --- |
| +001, | Aces de l'Alaska       | Montagne  | 72 | 49 | 15 | 4  | 4  | 228 | 172 | 106 |
| +002, | Reign d'Ontario        | Pacifique | 72 | 46 | 19 | 3  | 4  | 246 | 192 | 99  |
| +003, | Steelheads de l'Idaho  | Montagne  | 72 | 45 | 20 | 1  | 6  | 262 | 198 | 97  |
| +004, | Thunder de Stockton    | Pacifique | 72 | 37 | 26 | 5  | 4  | 223 | 216 | 83  |
| +005, | Wranglers de Las Vegas | Pacifique | 72 | 37 | 30 | 2  | 3  | 196 | 192 | 79  |
| +006, | Eagles du Colorado     | Montagne  | 72 | 34 | 31 | 3  | 4  | 239 | 224 | 75  |
| +007, | Grizzlies de l'Utah    | Montagne  | 72 | 29 | 30 | 4  | 9  | 217 | 277 | 71  |
| +008, | Bulls de San Francisco | Pacifique | 72 | 25 | 38 | 2  | 7  | 191 | 252 | 59  |
| +009, | Condors de Bakersfield | Pacifique | 72 | 22 | 44 | 2  | 4  | 171 | 247 | 50  |

- Champion de la saison régulière
- Champion de division
- Qualifié pour les séries

### Meilleurs pointeurs de la saison régulière
| Joueur               | Équipe                    | PJ | B  | A  | Pts | Pun |
| -------------------- | ------------------------- | -- | -- | -- | --- | --- |
| Mathieu Roy          | Everblades de la Floride  | 69 | 38 | 51 | 89  | 97  |
| Michael Forney       | Eagles du Colorado        | 71 | 35 | 44 | 79  | 110 |
| Jacob Cepis          | Idaho / Trenton           | 66 | 25 | 51 | 76  | 91  |
| Casey Pierro-Zabotel | Gladiators de Gwinnett    | 66 | 22 | 53 | 75  | 30  |
| Matthew Pistilli     | Floride / Caroline du Sud | 74 | 25 | 49 | 74  | 47  |
| Brandon Marino       | Komets de Fort Wayne      | 71 | 20 | 54 | 74  | 52  |
| Andrew Rowe          | Jackals d'Elmira          | 66 | 29 | 43 | 72  | 43  |
| Yannick Tifu         | Royals de Reading         | 72 | 27 | 45 | 72  | 84  |
| Nick Mazzolini       | Aces de l'Alaska          | 68 | 36 | 35 | 71  | 66  |
| Kyle Kraemer         | Reign d'Ontario           | 71 | 30 | 41 | 71  | 85  |

### Meilleurs gardiens
| Gardien           | Équipe                     | PJ | Min   | V  | D  | DP | DF | BC | BL | %Arr | Moy  |
| ----------------- | -------------------------- | -- | ----- | -- | -- | -- | -- | -- | -- | ---- | ---- |
| Ryan Zapolski     | Gwinnett / Caroline du Sud | 40 | 2 378 | 27 | 11 | 2  | 0  | 8  | 65 | 1,64 | 94,2 |
| Gerald Coleman    | Aces de l'Alaska           | 32 | 1 907 | 23 | 6  | 2  | 1  | 2  | 69 | 2,17 | 91,8 |
| Mark Guggenberger | Aces de l'Alaska           | 39 | 2 314 | 25 | 8  | 2  | 3  | 3  | 86 | 2,23 | 91,8 |
| Philipp Grubauer  | Royals de Reading          | 26 | 1 542 | 19 | 5  | 1  | 0  | 0  | 59 | 2,3  | 91,2 |
| Mike Lee          | Gladiators de Gwinnett     | 28 | 1 580 | 14 | 12 | 1  | 0  | 2  | 62 | 2,35 | 91,1 |

## Match des étoiles
Le Match des étoiles de l'ECHL se déroule le 23 janvier au Budweiser Events Center de Loveland au Colorado, domicile des Eagles. À l'occasion de ce match, les étoiles de l'ECHL affrontent l'équipe des Eagles du Colorado. Les étoiles de l'ECHL l'emportent 7-3 et le gardien Ryan Zapolski remporte le titre de joueur du match.
| 21 janvier 2013 | ECHL | 7-3 (1-2, 5-0, 1-1) | Colorado | Budweiser Events Center 5 289 spectateurs |

| Feuille de match                                              | Feuille de match | Feuille de match                        | Feuille de match                                                                                          | Feuille de match                                                                  |
| ------------------------------------------------------------- | --- | --------------------------------------- | --- | --------------------------------------------------------------------------------- |
|                                                               | Hotham (Pierro-Zabotel, Coetzee) — 6 min 33 s Francis — 23 min 6 s Coetzee (Moon) — 24 min 47 s Ellington (Wahl, Severyn) — 35 min 44 s Hotham (Maylan, Francis) — 38 min 35 s Severyn (Wahl) — 39 min 51 s Gazley (Stretch, Pierro-Zabotel) — 59 min 41 s | 1-0 1-1 1-2 2-2 3-2 4-2 5-2 6-2 6-3 7-3 | Hau — 11 min 40 s Sides (Haddon, Daavettila) — 16 min 44 s (SN) Forney (Daavettila, Beatty) — 49 min 44 s | Arbitrage : Tom Chmielewski JM McNulty Juges de ligne Mike Sheehan Francis Trempe |
| Grubauer (1re période) Zapolski (2e période) Lee (3e période) | Gardiens | Brown (31 min 40 s) Jones (28 min 20 s) | | Arbitrage : Tom Chmielewski JM McNulty Juges de ligne Mike Sheehan Francis Trempe |
| 4 min                                                         | Pénalités | 2 min                                   | | Arbitrage : Tom Chmielewski JM McNulty Juges de ligne Mike Sheehan Francis Trempe |
| 27                                                            | Tirs | 52                                      | | Arbitrage : Tom Chmielewski JM McNulty Juges de ligne Mike Sheehan Francis Trempe |

Les équipes commençant le match sont composées de Philipp Grubauer, C.J. Stretch, Casey Pierro-Zabotel, Dustin Gazley, Mike Marcou et William Wrenn pour l'ECHL et Adam Brown, Kevin Ulanski, Collin Bowman, Joey Sides, Jason Beatty et Trent Daavettila pour les Eagles.

## Séries éliminatoires
Le vainqueur des séries remporte la Coupe Kelly.
|  | Huitièmes de finale | Huitièmes de finale | Huitièmes de finale | Huitièmes de finale |          |          | Quarts de finale | Quarts de finale | Quarts de finale | Quarts de finale |  |  | Demi-finales | Demi-finales | Demi-finales | Demi-finales |  |  | Finale de la Coupe Kelly | Finale de la Coupe Kelly | Finale de la Coupe Kelly | Finale de la Coupe Kelly |
|  |                     |                     |                     |                     |          |          |                  |                  |                  |                  |  |  |              |              |              |              |  |  |                          |                          |                          |                          |
|  |                     |                     |                     |                     |          |          |                  |                  |                  |                  |  |  |              |              |              |              |  |  |                          |                          |                          |                          |
|  | Reading             | Reading             | 4                   | 4                   |          |          |                  |                  |                  |                  |  |  |              |              |              |              |  |  |                          |                          |                          |                          |
|  | Reading             | Reading             | 4                   | 4                   |          |          |                  |                  |                  |                  |  |  |              |              |              |              |  |  |                          |                          |                          |                          |
|  | Greenville          | Greenville          | 1                   | 1                   |          |          |                  |                  |                  |                  |  |  |              |              |              |              |  |  |                          |                          |                          |                          |
|  | Greenville          | Greenville          | 1                   | 1                   | Reading  | Reading  | 4                | 4                |                  |                  |  |  |              |              |              |              |  |  |                          |                          |                          |                          |
|  |                     |                     |                     |                     | Reading  | Reading  | 4                | 4                |                  |                  |  |  |              |              |              |              |  |  |                          |                          |                          |                          |
|  |                     |                     | Floride             | Floride             | 3        | 3        |                  |                  |                  |                  |  |  |              |              |              |              |  |  |                          |                          |                          |                          |
|  | Floride             | Floride             | Floride             | Floride             | 3        | 3        | 4                | 4                |                  |                  |  |  |              |              |              |              |  |  |                          |                          |                          |                          |
|  | Floride             | Floride             |                     |                     |          |          |                  | 4                |                  |                  |  |  |              |              |              |              |  |  |                          |                          |                          |                          |
|  | Elmira              | Elmira              | 2                   | 2                   |          |          |                  |                  |                  |                  |  |  |              |              |              |              |  |  |                          |                          |                          |                          |
|  | Elmira              | Elmira              | 2                   | 2                   | Reading  | Reading  | 4                | 4                |                  |                  |  |  |              |              |              |              |  |  |                          |                          |                          |                          |
|  |                     |                     |                     |                     | Reading  | Reading  | 4                | 4                |                  |                  |  |  |              |              |              |              |  |  |                          |                          |                          |                          |
|  |                     |                     | Cincinnati          | Cincinnati          | 1        | 1        |                  |                  |                  |                  |  |  |              |              |              |              |  |  |                          |                          |                          |                          |
|  | Gwinnett            | Gwinnett            | Cincinnati          | Cincinnati          | 1        | 1        | 4                | 4                |                  |                  |  |  |              |              |              |              |  |  |                          |                          |                          |                          |
|  | Gwinnett            | Gwinnett            |                     |                     |          |          |                  | 4                |                  |                  |  |  |              |              |              |              |  |  |                          |                          |                          |                          |
|  | Caroline du Sud     | Caroline du Sud     | 0                   | 0                   |          |          |                  |                  |                  |                  |  |  |              |              |              |              |  |  |                          |                          |                          |                          |
|  | Caroline du Sud     | Caroline du Sud     | 0                   | 0                   | Gwinnett | Gwinnett | 2                | 2                |                  |                  |  |  |              |              |              |              |  |  |                          |                          |                          |                          |
|  |                     |                     |                     |                     | Gwinnett | Gwinnett | 2                | 2                |                  |                  |  |  |              |              |              |              |  |  |                          |                          |                          |                          |
|  |                     |                     | Cincinnati          | Cincinnati          | 4        | 4        |                  |                  |                  |                  |  |  |              |              |              |              |  |  |                          |                          |                          |                          |
|  | Cincinnati          | Cincinnati          | Cincinnati          | Cincinnati          | 4        | 4        | 4                | 4                |                  |                  |  |  |              |              |              |              |  |  |                          |                          |                          |                          |
|  | Cincinnati          | Cincinnati          |                     |                     |          |          |                  | 4                |                  |                  |  |  |              |              |              |              |  |  |                          |                          |                          |                          |
|  | Toledo              | Toledo              | 2                   | 2                   |          |          |                  |                  |                  |                  |  |  |              |              |              |              |  |  |                          |                          |                          |                          |
|  | Toledo              | Toledo              | 2                   | 2                   | Reading  | Reading  | 4                | 4                |                  |                  |  |  |              |              |              |              |  |  |                          |                          |                          |                          |
|  |                     |                     |                     |                     | Reading  | Reading  | 4                | 4                |                  |                  |  |  |              |              |              |              |  |  |                          |                          |                          |                          |
|  |                     |                     | Stockton            | Stockton            | 1        | 1        |                  |                  |                  |                  |  |  |              |              |              |              |  |  |                          |                          |                          |                          |
|  | Alaska              | Alaska              | Stockton            | Stockton            | 1        | 1        | 4                | 4                |                  |                  |  |  |              |              |              |              |  |  |                          |                          |                          |                          |
|  | Alaska              | Alaska              |                     |                     |          |          |                  | 4                |                  |                  |  |  |              |              |              |              |  |  |                          |                          |                          |                          |
|  | San Francisco       | San Francisco       | 1                   | 1                   |          |          |                  |                  |                  |                  |  |  |              |              |              |              |  |  |                          |                          |                          |                          |
|  | San Francisco       | San Francisco       | 1                   | 1                   | Alaska   | Alaska   | 2                | 2                |                  |                  |  |  |              |              |              |              |  |  |                          |                          |                          |                          |
|  |                     |                     |                     |                     | Alaska   | Alaska   | 2                | 2                |                  |                  |  |  |              |              |              |              |  |  |                          |                          |                          |                          |
|  |                     |                     | Stockton            | Stockton            | 4        | 4        |                  |                  |                  |                  |  |  |              |              |              |              |  |  |                          |                          |                          |                          |
|  | Stockton            | Stockton            | Stockton            | Stockton            | 4        | 4        | 4                | 4                |                  |                  |  |  |              |              |              |              |  |  |                          |                          |                          |                          |
|  | Stockton            | Stockton            |                     |                     |          |          |                  | 4                |                  |                  |  |  |              |              |              |              |  |  |                          |                          |                          |                          |
|  | Las Vegas           | Las Vegas           | 3                   | 3                   |          |          |                  |                  |                  |                  |  |  |              |              |              |              |  |  |                          |                          |                          |                          |
|  | Las Vegas           | Las Vegas           | 3                   | 3                   | Stockton | Stockton | 4                | 4                |                  |                  |  |  |              |              |              |              |  |  |                          |                          |                          |                          |
|  |                     |                     |                     |                     | Stockton | Stockton | 4                | 4                |                  |                  |  |  |              |              |              |              |  |  |                          |                          |                          |                          |
|  |                     |                     | Idaho               | Idaho               | 1        | 1        |                  |                  |                  |                  |  |  |              |              |              |              |  |  |                          |                          |                          |                          |
|  | Idaho               | Idaho               | Idaho               | Idaho               | 1        | 1        | 4                | 4                |                  |                  |  |  |              |              |              |              |  |  |                          |                          |                          |                          |
|  | Idaho               | Idaho               |                     |                     |          |          |                  | 4                |                  |                  |  |  |              |              |              |              |  |  |                          |                          |                          |                          |
|  | Colorado            | Colorado            | 2                   | 2                   |          |          |                  |                  |                  |                  |  |  |              |              |              |              |  |  |                          |                          |                          |                          |
|  | Colorado            | Colorado            | 2                   | 2                   | Idaho    | Idaho    | 4                | 4                |                  |                  |  |  |              |              |              |              |  |  |                          |                          |                          |                          |
|  |                     |                     |                     |                     | Idaho    | Idaho    | 4                | 4                |                  |                  |  |  |              |              |              |              |  |  |                          |                          |                          |                          |
|  |                     |                     | Ontario             | Ontario             | 2        | 2        |                  |                  |                  |                  |  |  |              |              |              |              |  |  |                          |                          |                          |                          |
|  | Ontario             | Ontario             | Ontario             | Ontario             | 2        | 2        | 4                | 4                |                  |                  |  |  |              |              |              |              |  |  |                          |                          |                          |                          |
|  | Ontario             | Ontario             |                     |                     |          |          |                  | 4                |                  |                  |  |  |              |              |              |              |  |  |                          |                          |                          |                          |
|  | Utah                | Utah                | 0                   | 0                   |          |          |                  |                  |                  |                  |  |  |              |              |              |              |  |  |                          |                          |                          |                          |
|  | Utah                | Utah                | 0                   | 0                   |          |          |                  |                  |                  |                  |  |  |              |              |              |              |  |  |                          |                          |                          |                          |
|  |                     |                     |                     |                     |          |          |                  |                  |                  |                  |  |  |              |              |              |              |  |  |                          |                          |                          |                          |

## Récompenses

### Trophées
| Coupe Kelly :                        | Royals de Reading                               |
| Coupe Brabham :                      | Aces de l'Alaska                                |
| Trophée Gingher :                    | Royals de Reading                               |
| Trophée Bruce Taylor :               | Thunder de Stockton                             |
| Trophée John Brophy :                | Jarrod Skalde (Cyclones de Cincinnati)          |
| CCM U+ Meilleur joueur de la Ligue : | Ryan Zapolski (Stingrays de la Caroline du Sud) |
| Meilleur joueur de la Coupe Kelly :  | Riley Gill (Royals de Reading)                  |
| Reebok Gardien de but de l'Année :   | Ryan Zapolski (Stingrays de la Caroline du Sud) |
| CCM Recrue de l'année :              | Ryan Zapolski (Stingrays de la Caroline du Sud) |
| Défenseur de l'année :               | Sacha Guimond (Gladiators de Gwinnett)          |
| Meilleur pointeur :                  | Mathieu Roy (Everblades de la Floride)          |
| Reebok Meilleur différentiel +/- :   | Matt Case (Steelheads de l'Idaho)               |
| Meilleur esprit sportif :            | Randy Rowe (Walleye de Toledo)                  |
| Prix du service communautaire :      | Andy Brandt (Gladiators de Gwinnett)            |
| Trophée Ryan Birmingham :            | Brad Phillips                                   |

### Équipes d'étoiles
| Position       | Joueur               | Équipe          |
| -------------- | -------------------- | --------------- |
| Gardien de but | Ryan Zapolski        | Caroline du sud |
| Défenseur      | Matt Case            | Idaho           |
| Défenseur      | Sacha Guimond        | Gwinnett        |
| Attaquant      | Michael Forney       | Colorado        |
| Attaquant      | Casey Pierro-Zabotel | Gwinnett        |
| Attaquant      | Mathieu Roy          | Floride         |

| Position       | Joueur             | Équipe  |
| -------------- | ------------------ | ------- |
| Gardien de but | Mark Guggenberger  | Alaska  |
| Défenseur      | Adam Comrie        | Reading |
| Défenseur      | Nick Tuzzolino     | Utah    |
| Attaquant      | Kyle Kraemer       | Ontario |
| Attaquant      | Nick Mazzolini     | Alaska  |
| Attaquant      | Colton Yellow Horn | Floride |

| Position       | Joueur          | Équipe          |
| -------------- | --------------- | --------------- |
| Gardien de but | Ryan Zapolski   | Caroline du sud |
| Défenseur      | Cameron Burt    | Ontario         |
| Défenseur      | Sacha Guimond   | Gwinnett        |
| Attaquant      | Mario Lamoureux | Ontario         |
| Attaquant      | David Pacan     | Cincinnati      |
| Attaquant      | David Vallorani | Reading         |